# Bauchamphora des Andokides-Malers (München 2301)

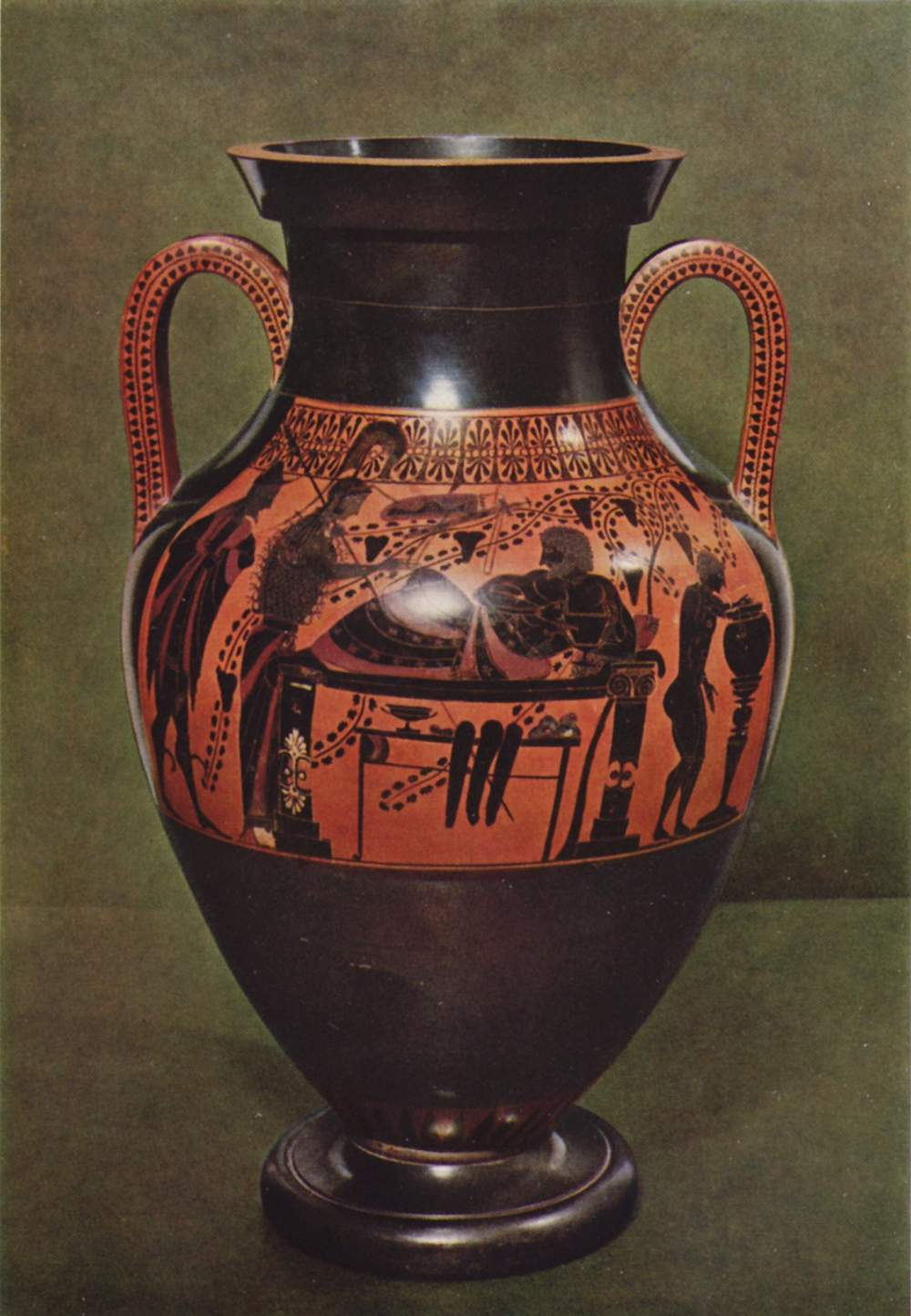
Schwarzfigurige Seite der Amphore

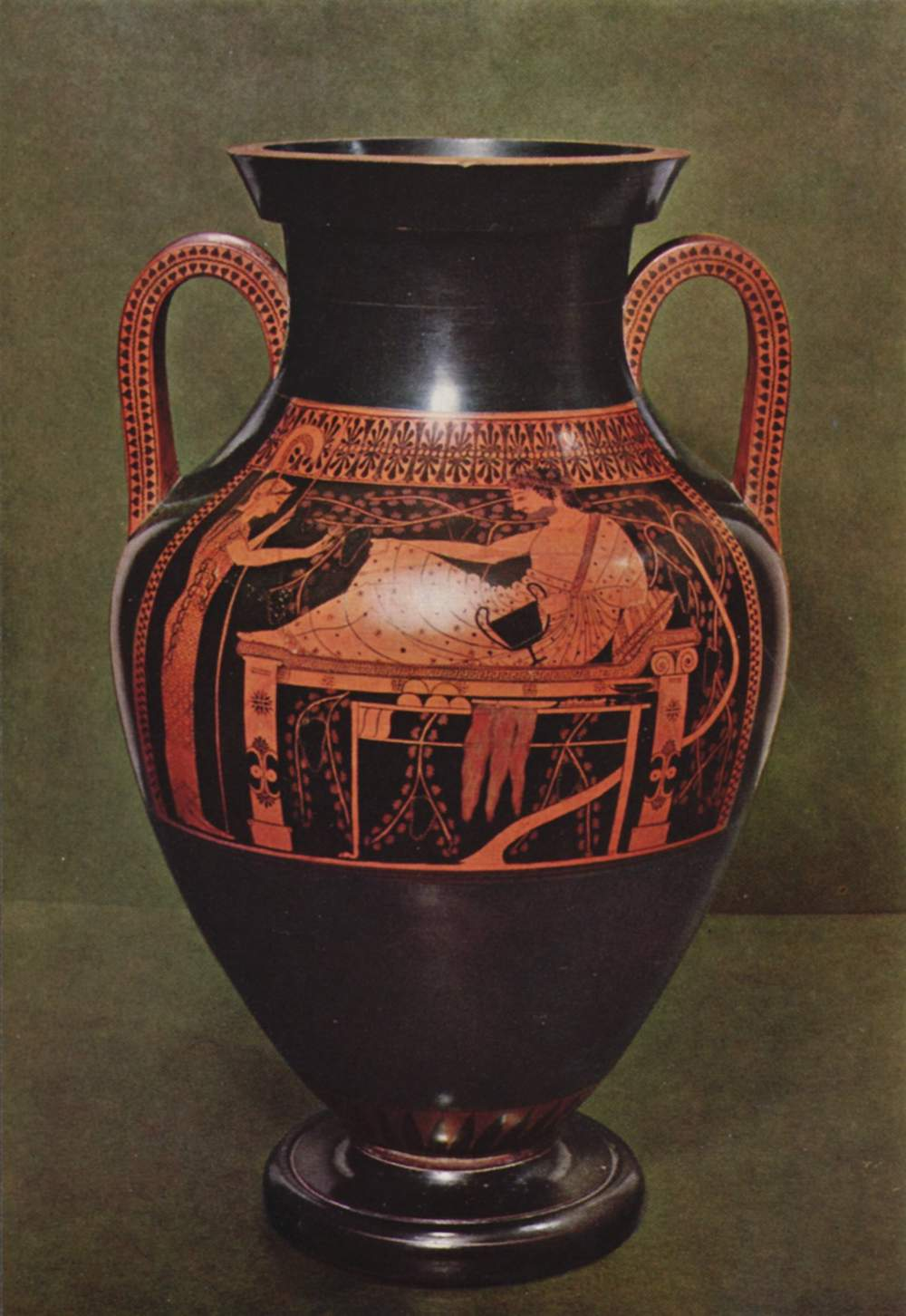
Rotfigurige Seite der Amphore

Die Bauchamphora des Andokides-Malers in der Staatlichen Antikensammlung und Glyptothek in München (Inventarnummer 2301) ist eine der bekanntesten Arbeiten des Künstlers und als Bilingue ein wichtiges archäologisches Zeugnis des Überganges von der attischen schwarzfigurigen Vasenmalerei zum rotfigurigen Stil. Sie ist vom Töpfer Andokides signiert und wurde demnach von ihm getöpfert.

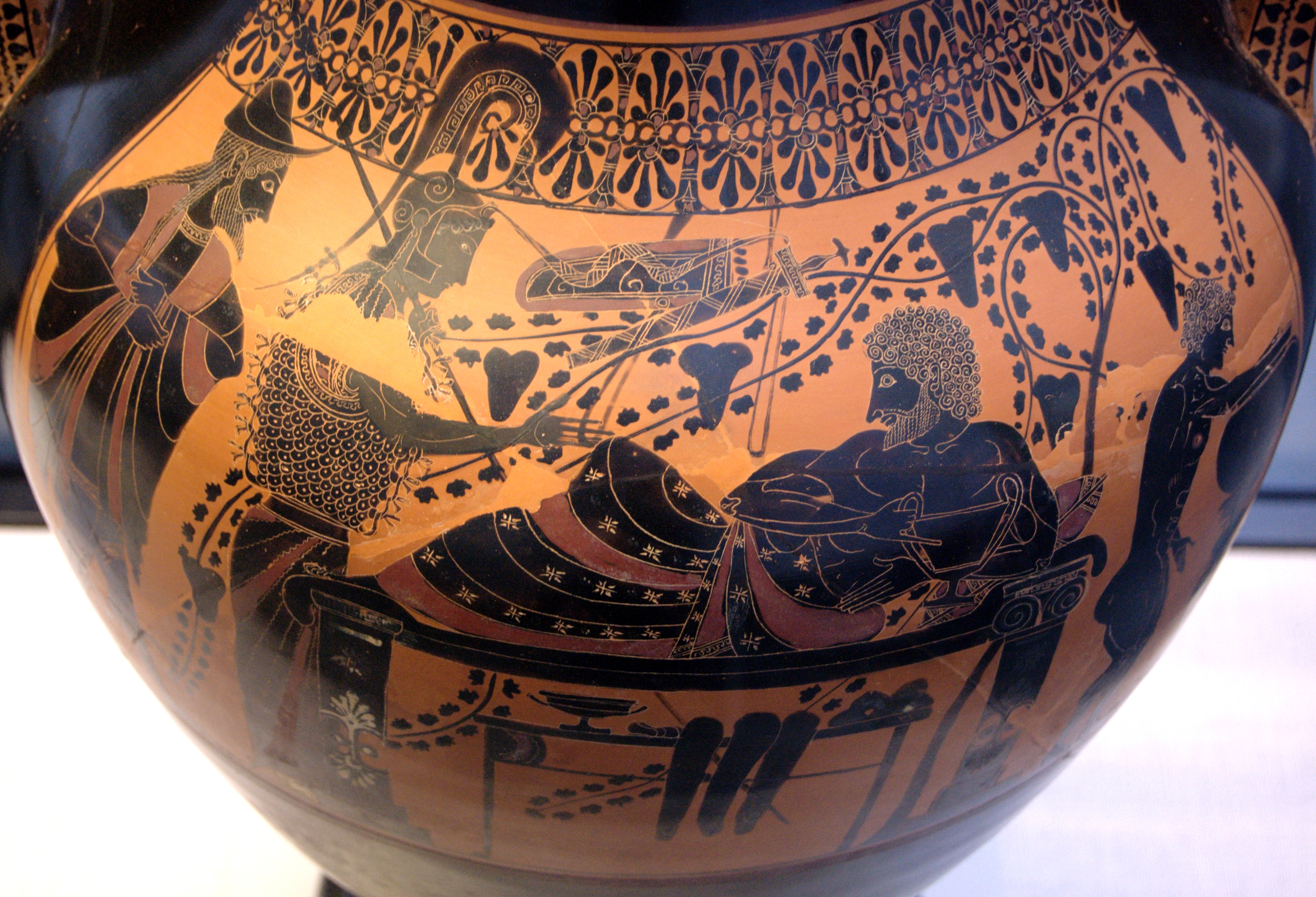
Schwarzfigurige Seite der Amphore

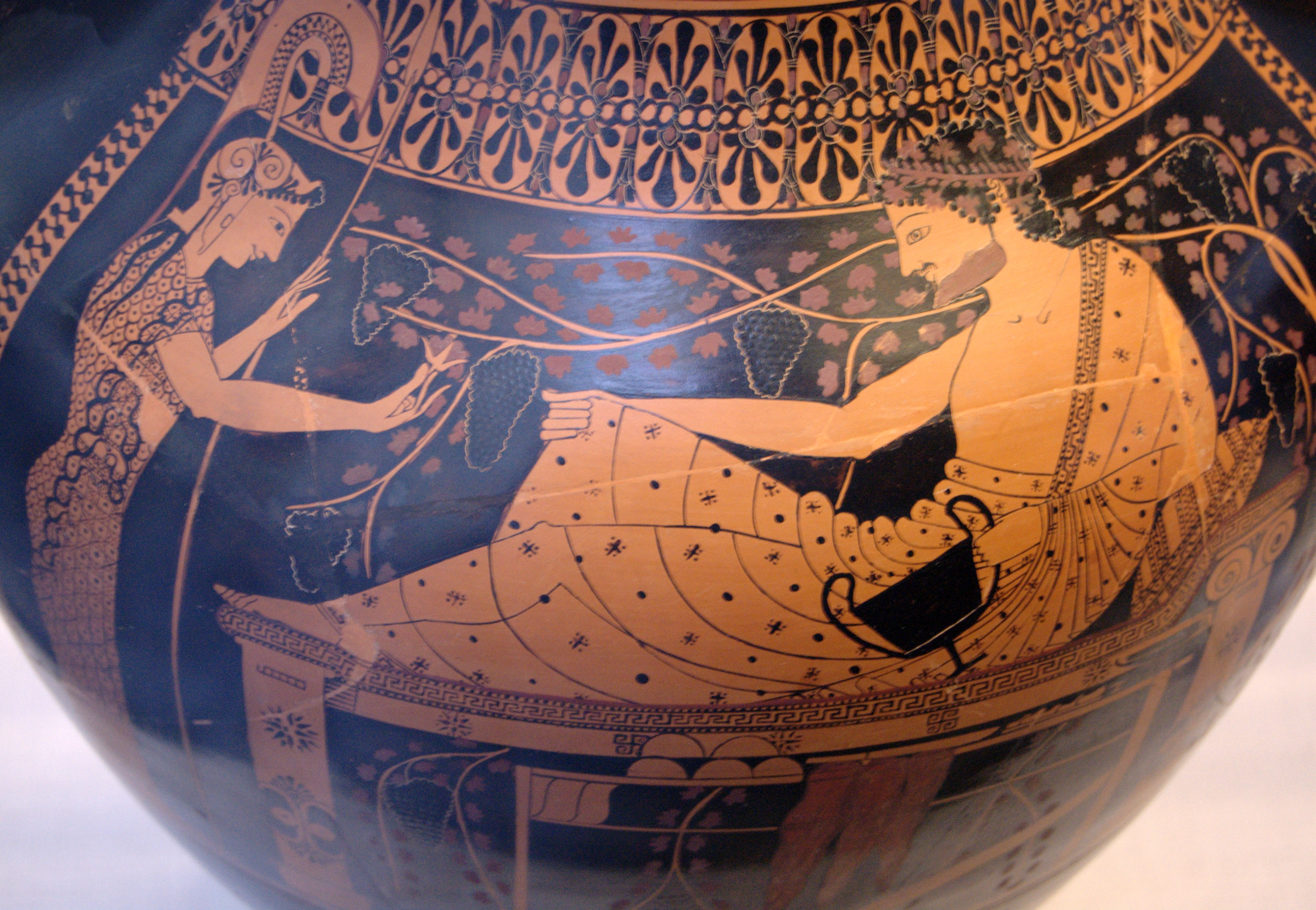
Rotfigurige Seite der Amphore

Der Andokides-Maler gilt gemeinhin als der Erfinder des rotfigurigen Stils der griechischen Vasenmalerei. Diese war eine Umkehrung des bis dato üblichen Stils der schwarzfigurigen Vasenmalerei. In der Anfangsphase des rotfigurigen Stils wurden beiden Varianten nebeneinander verwendet, manchmal wie bei der hier beschriebenen Bauchamphora wurden beide Stile in Fenstern auf der Vor- und Rückseite von Vasen genutzt. Das Besondere an diesem Werk des Andokides-Malers war die Darstellung ein und desselben Themas. Somit kann man exemplarisch beide Stile miteinander vergleichen. Gezeigt wird der bedeutendste Heros der griechischen Sagenwelt, Herakles. Er ist liegend auf einer Kline beim Zechen dargestellt. In der schwarzfigurigen Variante wird er in flach liegender Haltung gezeigt, in der rechten Hand hält er das Trinkgefäß Kantharos. Sein Blick richtet sich auf die vor ihm stehende Göttin Athene. Hinter ihr steht Hermes mit seinen Flügelschuhen und Reisehut, hinter ihm ein nackter, etwas kleiner dargestellter Diener, der mit einem großen Weinmischgefäß beschäftigt ist. Vor der Kline steht ein Tisch mit Fleischstücken, Kuchen und einer Kylix. Im Hintergrund wächst ein Weinstock, der die Szenerie zwischen Heros und Göttern einrahmt. Über Herakles sind dessen Waffen aufgehängt.
Die rotfigurige Darstellung weicht in einigen wenigen Punkten von der schwarzfigurigen ab, erreicht aber auch sonst eine andere Darstellungsebene. Es fehlt hier der Diener und der Götterbote Hermes, ebenso sind die Waffen nicht zu sehen. Auch hier wird die Szene durch die Weinranken eingefasst, die jedoch nicht nur einfach aus dem Boden wachsen, sondern sich nach oben ranken und winden. Herakles liegt nun nicht mehr einfach auf seiner Kline, sondern ist mit aufgerichtetem Oberkörper dargestellt. Dazu hält er sich mit der Hand am Knie fest. Die beiden Figuren sind isolierter dargestellt als auf dem anderen Bild. Insgesamt wirkt die Komposition viel ruhiger und einer Begegnung dieser beiden Persönlichkeiten weitaus angemessener. Der Kantharos – ebenso schwarz dargestellt wie in der anderen Bildvariante – gewinnt somit an Bedeutung, da er nun weitaus auffälliger ist. Athene reicht Herakles eine halb geöffnete Blüte. Die Klinenauflage ist nun mit sorgfältigem Mäandermuster verziert, ebenso die Kissen und die Borte des Gewandes des Helden. Insgesamt wirkt die Kleidung dank der Binnenzeichnungen weitaus kostbarer als in der schwarzfigurigen Variante.
An dieser Amphora kann man exemplarisch die gestalterische Überlegenheit des rotfigurigen Stils erkennen. Dem Maler sind neue, künstlerisch weitaus umfangreichere Möglichkeiten gegeben. Die Darstellungen werden detailreicher. Datiert wird die 53,5 cm hohe und maximal 22,5 cm durchmessende Amphore in die Zeit zwischen 520/10 v. Chr. Gefunden wurde die Vase in Vulci. Manche Forscher gehen davon aus, dass die schwarzfigurige Zeichnung vom Lysippides-Maler ausgeführt wurde. Dieser wird von anderen Wissenschaftlern mit dem Andokides-Maler gleichgesetzt.